# Andrzej Romanek
Andrzej Stanisław Romanek (ur. 1 listopada 1967 w Grybowie) – polski polityk, prawnik i samorządowiec, poseł na Sejm VII kadencji.

## Życiorys
Uczył się w Technikum Mechanicznym w Grybowie. Następnie studiował na Wydziale Pedagogiki Uniwersytetu Jagiellońskiego (uzyskał tytuł zawodowy magistra w 1993). W trakcie studiów rozpoczął drugi kierunek na Wydziale Prawa i Administracji tej samej uczelni (uzyskał tytuł zawodowy magistra w 1997). Ukończył aplikacje sądową i radcowską, otworzył własną kancelarię radcy prawnego. Został działaczem Prawa i Sprawiedliwości. W latach 2005–2006 pełnił funkcję szefa gabinetu politycznego ministra sprawiedliwości Zbigniewa Ziobry.
W wyborach samorządowych w 2006 i 2010 był wybierany z ramienia PiS do sejmiku małopolskiego III i IV kadencji, był m.in. przewodniczącym klubu radnych PiS. W 2006 został wicemarszałkiem w zarządzie województwa kierowanym przez Marka Nawarę. W 2007, kilka miesięcy po wyborach samorządowych, stał się nieformalnym kandydatem na nowego marszałka (PiS zamierzał wówczas odwołać wybranego również z listy tej partii urzędującego marszałka). Ostatecznie Marek Nawara doprowadził do utworzenia nowego klubu radnych oraz do porozumienia z PO i PSL, a nowa koalicja przegłosowała zmiany w składzie zarządu województwa (w tym odwołanie Andrzeja Romanka).
W wyborach parlamentarnych w 2011 Andrzej Romanek po raz pierwszy uzyskał mandat poselski, kandydując z listy Prawa i Sprawiedliwości i otrzymując w okręgu nowosądeckim 9743 głosy. W Sejmie VII kadencji przystąpił do klubu parlamentarnego Solidarna Polska. W marcu 2012 został sekretarzem zarządu partii o takiej samej nazwie. W lipcu 2014 zasiadł w klubie poselskim Sprawiedliwa Polska, od marca 2015 działającym pod nazwą Zjednoczona Prawica. W 2015 nie kandydował w kolejnych wyborach parlamentarnych. W 2016 otrzymał stanowisko wiceprezesa zarządu spółki Tauron Ekoserwis.
W wyborach w 2018 z ramienia lokalnego komitetu został wybrany na urząd wójta Łososiny Dolnej. W 2024, będąc bezpartyjnym kandydatem z poparciem PiS, nie uzyskał reelekcji.

## Życie prywatne
Żonaty z Kingą, ma dwie córki (Zuzannę i Hannę).